# Sigmoleia spinosistyla
Sigmoleia spinosistyla är en tvåvingeart som beskrevs av Loïc Matile 1993. Sigmoleia spinosistyla ingår i släktet Sigmoleia och familjen svampmyggor.
Artens utbredningsområde är Nya Kaledonien. Inga underarter finns listade i Catalogue of Life.